# Bruno Markov
Bruno Markov est un écrivain, scénariste et conférencier. Ingénieur et prospectiviste de formation, il est l'auteur du roman Le Dernier Étage du monde (Anne Carrière, 2023) et de l'essai De quel progrès avons-nous besoin ? (Anne Carrière, 2025). Son œuvre met en récit « les impasses de l'accélération du progrès technique » et propose une « satire des élites économiques et d'une technocratie qui ne contrôle plus ses créatures ».

## Biographie
Diplômé d'une école d'ingénieurs française et titulaire d'un master en prospective, il a travaillé plus de 12 ans dans le conseil en stratégie d'innovation pour de grandes entreprises, autour de thématiques comme l’intelligence artificielle, la transformation numérique ou l’intrapreneuriat. Il accompagne désormais les décideurs dans leur prise en compte des enjeux écologiques. 
En 2023, il publie son premier roman, Le Dernier Étage du monde aux éditions Anne Carrière, qui offre une satire de la fuite en avant technologique en cours sur fond de délitement écologique et social. Il raconte l’ascension d’un jeune surdoué de l’intelligence artificielle, des quartiers d’affaires parisiens à la Silicon Valley, dont le regard, les pensées, le langage et les désirs se trouvent progressivement aliénés par le modèle de réussite auquel il doit se conformer pour mener à bien son projet de vengeance. Ce premier roman est notamment lauréat du Prix Edmée-de-La-Rochefoucauld 2024. 
En 2025, il publie son premier essai, De quel progrès avons-nous besoin ? aux éditions Anne Carrière. On y suit le personnage de Pascal, un décideur tiraillé entre deux futurs qu'on lui présente comme "inéluctables" : une catastrophe écologique irréversible d'une part (dérèglement climatique, effondrement de la biodiversité, tensions sur les ressources), et l'accélération technologique d'autre part, dopée par l’intelligence artificielle, qui aggrave la première dans l’espoir – ou au prétexte – de la résoudre. En explorant ces deux avenirs que tout semble opposer, Pascal ouvre les yeux sur un enchevêtrement de paradoxes ubuesques, et prend conscience de la crise du progrès actuelle.  

## Ouvrages

### Roman
- Le Dernier Étage du monde, 2023

### Essai
- De quel progrès avons-nous besoin ?, 2025